# Nelopsis
Nelopsis là một chi bướm đêm thuộc họ Geometridae.